# Jana Cova
Jana Cova (ur. 13 kwietnia 1980 w Pradze) − czeska aktorka pornograficzna i modelka, znana głównie z filmów "lesbijskich" i fetyszy. Występowała również jako Yana Cova, Jana Kova, Geraldine, Jana F. i Katie.

## Życiorys

### Wczesne lata
Urodziła się w Pradze. Dorastała na wsi w Czechach, gdzie miała udane dzieciństwo. Początkowo pracowała jako modelka w bikini w swojej rodzinnej Pradze.

### Kariera
Brała udział w sesjach zdjęciowych w całej Europie przed przyjazdem do Stanów Zjednoczonych i udziałem w zdjęciach nago. Jej zdjęcia można również zobaczyć w wielu męskich magazynach, w tym Leg Show, Mayfair, Frenzy, Hustler, High Society, Penthouse, Perfect 10, Purely 18 i Club International.
W kwietniu 2003 roku zdobyła tytuł ulubienicy miesiąca Penthouse.
Zadebiutowała przed kamerą na początku 2002 roku. Pojawiła się w filmie Baberellas (2003) jako ofiara przestępstwa, a także prowadziła własną oficjalną stronę internetową.
W kwietniu 2005 podpisała kontrakt na wyłączność z wytwórnią Digital Playground. Umowa ta została rozwiązana po porozumieniu stron w październiku 2007. Jana Cova zadeklarowała wówczas, iż chciałaby pokierować swoją dalszą karierę "w innym kierunku". Mimo że najczęściej pracowała z innymi kobietami − oświadczyła, iż jest heteroseksualna.
W 2007 roku zdobyła AVN Award w kategorii „Najlepsza scena seksu samych dziewczyn - wideo” w Island Fever 4 (2006).
Poza planem filmowym związana była z Devon, Jesse Jane, Nikitą Denise i Daisy Marie.

## Nagrody i nominacje
| Rok  | Nagroda   | Kategoria                                        | Film                                     | Inni wykonawcy                            | Rezultat  |
| ---- | --------- | ------------------------------------------------ | ---------------------------------------- | ----------------------------------------- | --------- |
| 2003 | AVN Award | Wykonawczyni roku                                | -                                        | -                                         | Nominacja |
| 2003 | AVN Award | Najlepsza scena seksu samych dziewczyn - film    | Paradise Lost (2002)                     | Tanya Danielle                            | Nominacja |
| 2007 | AVN Award | Najlepsza scena seksu samych dziewczyn - wideo   | Island Fever 4 (2006)                    | Jesse Jane, Teagan Presley i Sophia Santi | Wygrana   |
| 2009 | AVN Award | Najlepsza scena seksu triolizmu samych dziewczyn | Jana Cova: Video Nasty (2007)            | Sammie Rhodes i Andie Valentino           | Nominacja |
| 2009 | AVN Award | Najlepsza scena seksu solo                       | Jana Cova: Erotique (2007)               | -                                         | Nominacja |
| 2009 | AVN Award | Najlepsza scena seksu triolizmu samych dziewczyn | Jack's Playground: Big Ass Show 7 (2007) | Charlie Laine i Karlie Montana            | Nominacja |
| 2010 | AVN Award | Najlepsza scena seksu triolizmu samych dziewczyn | Jana Cova's Juice (2006)                 | Alektra Blue i Angie Savage               | Nominacja |